# Alessio Cerci
Alessio Cerci (Velletri, 23 de julho de 1987) é um ex-futebolista italiano que atuava como ponta-direita.

## Carreira

### Atlético de Madrid
No dia 31 de agosto de 2014, Cerci acertou com o Atlético de Madrid por três temporadas. O jogador ficou na equipe espanhola por apenas seis meses, sendo envolvido numa transação com o Milan pelo atacante e ídolo dos colchoneros Fernando Torres.

### Milan
Apresentado oficialmente no dia 5 de janeiro de 2015, Cerci recebeu a camisa número 22 que pertenceu ao ídolo Kaká, e assinou por empréstimo de um ano e meio. O atacante realizou sua estreia no dia seguinte, numa derrota por 2 a 1 para o Sassuolo, em partida válida pela Serie A.

## Seleção Nacional
Fez sua estreia na Seleção Italiana em 2013, tendo sido convocado para a Copa das Confederações de 2013 no Brasil. Sua Seleção terminou em terceiro lugar, tendo perdido para a Espanha na semifinal e ganhado do Uruguai na disputa pelo terceiro lugar.
Participou da Copa do Mundo FIFA de 2014 no Brasil, em que sua Seleção foi eliminada ainda na fase de grupos após perder para o mesmo Uruguai que tinham vencido na Copa das Confederações de 2013. Esta partida, que foi realizada na Arena das Dunas, ficou marcada pela mordida do atacante Luis Suárez no zagueiro Giorgio Chiellini.